# Friedrich Stapß

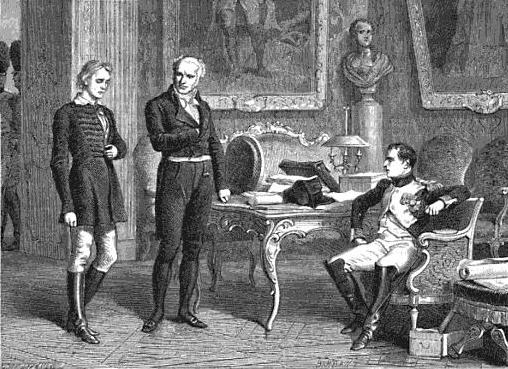
Französische Illustration aus dem Jahr 1866: Napoleon befragt Stapß (links) in Gegenwart seines Leibarztes Jean-Nicolas Corvisart (Mitte).

Friedrich Stapß (auch Staps; * 14. März 1792 in Naumburg (Saale); † 16. Oktober 1809, möglicherweise in Fünfhaus bei Wien) wurde durch seinen Attentatsversuch auf Napoleon I. bekannt.
Stapß war der Sohn des Magisters Friedrich Gottlob Stapß, des Pfarrers der lutherischen Naumburger Othmarskirche, und erlernte den Beruf eines Kaufmanns. Er erhielt Anstellungen in Erfurt und Leipzig. Der streng religiös erzogene junge Mann sah in der Besatzung Napoleons den alleinigen Grund für die Not in Deutschland und wurde dessen erbitterter Gegner. So fasste er den Plan, den Kaiser zu töten.
In einer Nachricht, die er seinen Eltern in Naumburg hinterließ, schrieb er: „Fort muss ich, um Tausende von ihrem Verderben, vom Tode zu retten, und dann selbst zu sterben. Was und wie ich es tun will, darf ich selbst Ihnen nicht entdecken.“ Anschließend reiste er mit geliehenem Geld nach Wien und von da am 8. Oktober 1809 nach Schönbrunn, wo Napoleon am 12. Oktober, kurz vor der Unterzeichnung des Friedens von Schönbrunn, eine Truppenparade abhielt. General Rapp wurde auf den jungen Mann aufmerksam, der sich zum Kaiser durchzudrängen versuchte, und ließ ihn festnehmen. Man fand bei ihm ein großes Küchenmesser. Der 17-Jährige äußerte, einst ein Bewunderer Napoleons gewesen zu sein, und gestand unerschrocken seine jetzige Absicht, seinem Vaterland und Europa durch Tötung des Kaisers einen Dienst erweisen zu wollen. Auf die Frage des Kaisers „Wenn ich Sie nun begnadige, wie werden Sie mir es danken?“ antwortete Stapß mit den jede Gnade ausschließenden Worten: „Ich werde darum nicht minder Sie töten.“ Nach Aburteilung durch ein Kriegsgericht wurde er am 16. Oktober durch ein Erschießungskommando der württembergischen Infanterie füsiliert. Am Hinrichtungsplatz soll er noch gerufen haben: „Es lebe die Freiheit! Es lebe Deutschland! Tod seinen Tyrannen!“ Napoleon, der an eine Einzeltäterschaft nicht glauben mochte, sondern zunächst eine Verschwörung der Illuminaten, dann „Umtriebe in Berlin und Weimar“ vermutete, wies seinen Polizeiminister Joseph Fouché an, die Sache geheim zu halten. Erst 1831 erhielt der Vater des Attentäters eine amtliche Bestätigung über den Tod seines Sohnes.